# Zajączkowo (Trzebuń)
Zajączkowo (dodatkowa nazwa w j. kaszub. Zajączkòwò; niem. Zajonczkowo) – część wsi Trzebuń w Polsce, położona w województwie pomorskim, w powiecie kościerskim, w gminie Dziemiany, w kompleksie leśnym Borów Tucholskich. Wchodzi w skład sołectwa Trzebuń.  
W latach 1975–1998 Zajączkowo położone było w województwie gdańskim.